# Henry Eyring (pionero mormón)
Henry Carlos Ferdinand Eyring (Coburgo, 9 de marzo de 1835 - Colonia Juárez, 10 de febrero de 1902) fue un destacado líder de nivel medio de La Iglesia de Jesucristo de los Santos de los Últimos Días (Iglesia SUD) en los Estados Unidos y México durante el siglo XIX y principios del siglo XX. También fue alcalde de St. George, Utah. Eyring fue el abuelo del químico Henry Eyring y Camilla Eyring Kimball, esposa del presidente de la Iglesia SUD, Spencer W. Kimball.

## Biografía

### Primeros años
Eyring nació en Coburgo, Sajonia-Coburgo-Gotha en lo que hoy es Alemania. Era hijo de Edward Christian Eyring y Ferdinandina Charlotta Caroline von Blomberg. Su madre era hija del noble Georg Louis von Blomberg, quien sirvió en el gobierno del rey Frederich Wilhelm III de Prusia. El padre de Eyring era farmacéutico en un antiguo negocio familiar, pero sufrió reveses económicos y cuando Edward Eyring murió, aproximadamente en 1850, Henry quedó huérfano con poco dinero.

### Educación
Eyring recibió la mejor educación disponible en Coburgo y, cuando murió su padre, se convirtió en aprendiz de mayorista de drogas en Viena. Eyring emigró a los Estados Unidos en 1853 y se estableció en St. Louis, Missouri en 1854. En diciembre de 1854, Eyring fue a una reunión de La Iglesia de Jesucristo de los Santos de los Últimos Días donde escuchó hablar a Milo Andrus y, debido al mensaje que escuchó de Andrus, sintió que debía aprender más de la iglesia. Eyring fue bautizado en la Iglesia SUD en marzo de 1855 por William Brown. En octubre de 1855, Eyring fue enviado a ser misionero en la Nación Cherokee, Territorio Indígena (actual Oklahoma).

### Misionero
Eyring sirvió como misionero en las naciones Choctaw, Creek y Cherokee. Eyring permaneció en territorio indígena hasta 1860, sirviendo como presidente de la misión durante parte de este tiempo. Luego se mudó a Ogden, Territorio de Utah.
Dos de las esposas de Eyring incluían a Mary Bommeli, una convertida a la Iglesia SUD que era un emigrante de Suiza, y Deseret Fawcett, una nativa de Salt Lake City nacida de padres ingleses. Se casó con ellas en diciembre de 1860 y agosto de 1872, respectivamente. En 1862, Eyring se mudó a St. George, Territorio de Utah. Se convirtió en obispo del Barrio St. George 2nd. De 1874 a 1876, Eyring sirvió en una misión en Alemania y Suiza, durante la cual tradujo Doctrina y Convenios al alemán.
Eyring se desempeñó durante dos años como alcalde de St. George, además de ser el asistente en jefe de Erastus Snow en la región sur de la milicia de Utah. Desde 1877 hasta 1887, Eyring sirvió como consejero en la presidencia de estaca de la Estaca St. George de la iglesia. En 1887, debido a los intentos de arrestar a Eyring por cargos de cohabitación ilegal, se mudó al asentamiento mormón de Colonia Juárez en Chihuahua, México. Se desempeñó como presidente de la Misión Mexicana de la Iglesia SUD desde fines de 1887 hasta fines de 1888. Posteriormente sirvió de 1891 a 1895 como consejero de George Teasdale en la presidencia de la Misión Mexicana. Cuando se organizó la primera estaca en México (la Estaca Juárez), Eyring se convirtió en el primer consejero de la presidencia de estaca.

### Fallecimiento
Falleció el 10 de febrero de 1902 en Colonia Juárez, y está enterrado en el Cementerio Colonia Juárez.
Entre los hijos de Eyring se encontraba Carl F. Eyring, un destacado científico que estuvo en la facultad de la Universidad Brigham Young durante muchos años.

## Obras
- Jenson, Andrew (1901). Latter-day Saint biographical encyclopedia: A compilation of biographical sketches of prominent men and women in the Church of Jesus Christ of Latter-Day Saints 1. Salt Lake City, Utah: The Andrew Jenson History Company (Printed by The Deseret News Press). p. 311–313. Consultado el 9 de septiembre de 2013.
- «Tumba de Henry Eyring» (en inglés). Find a Grave.